# 强尼·莫斯特
強尼·莫斯特（英語：Johnny Most，1923年6月15日—1993年1月3日）為波士頓塞爾提克的播報員。
1993年死於心臟病，球團為了紀念他，製作了一個MIC的背號來紀念他。